# Tricholochmaea spiraeophila
Tricholochmaea spiraeophila is een keversoort uit de familie bladkevers (Chrysomelidae). De wetenschappelijke naam van de soort werd in 1932 gepubliceerd door Melville Harrison Hatch & Beller.